# Merona laxa
Merona laxa är en nässeldjursart som först beskrevs av John Fraser 1938.  Merona laxa ingår i släktet Merona och familjen Oceanidae. Inga underarter finns listade i Catalogue of Life.